# Cal Roda (Ripollet)
Cal Roda, o Ca l'Hortego, és una obra de Ripollet (Vallès Occidental) inclosa a l'Inventari del Patrimoni Arquitectònic de Catalunya. Probablement en el seu origen fos una masia que, en perdre la funció, es modificà i dividí en dos habitatges. Situat a la part més antiga del nucli, en un terreny en pendent, es tracta en realitat de dos habitatges unificats en façana. Té planta baixa i un pis. La façana, simètrica i amb recobriment de maó, presenta obertures allindades; a la planta baixa hi ha dues portes, a la de l'esquerra es poden veure les restes d'un arc escarser, possiblement l'obertura original. Damunt dels dos balcons del primer pis hi ha arcs de descàrrega. La coberta és a dues aigües amb teula àrab i amb el carener perpendicular a la línia de façana.